# Plaza de la Villa de Gràcia

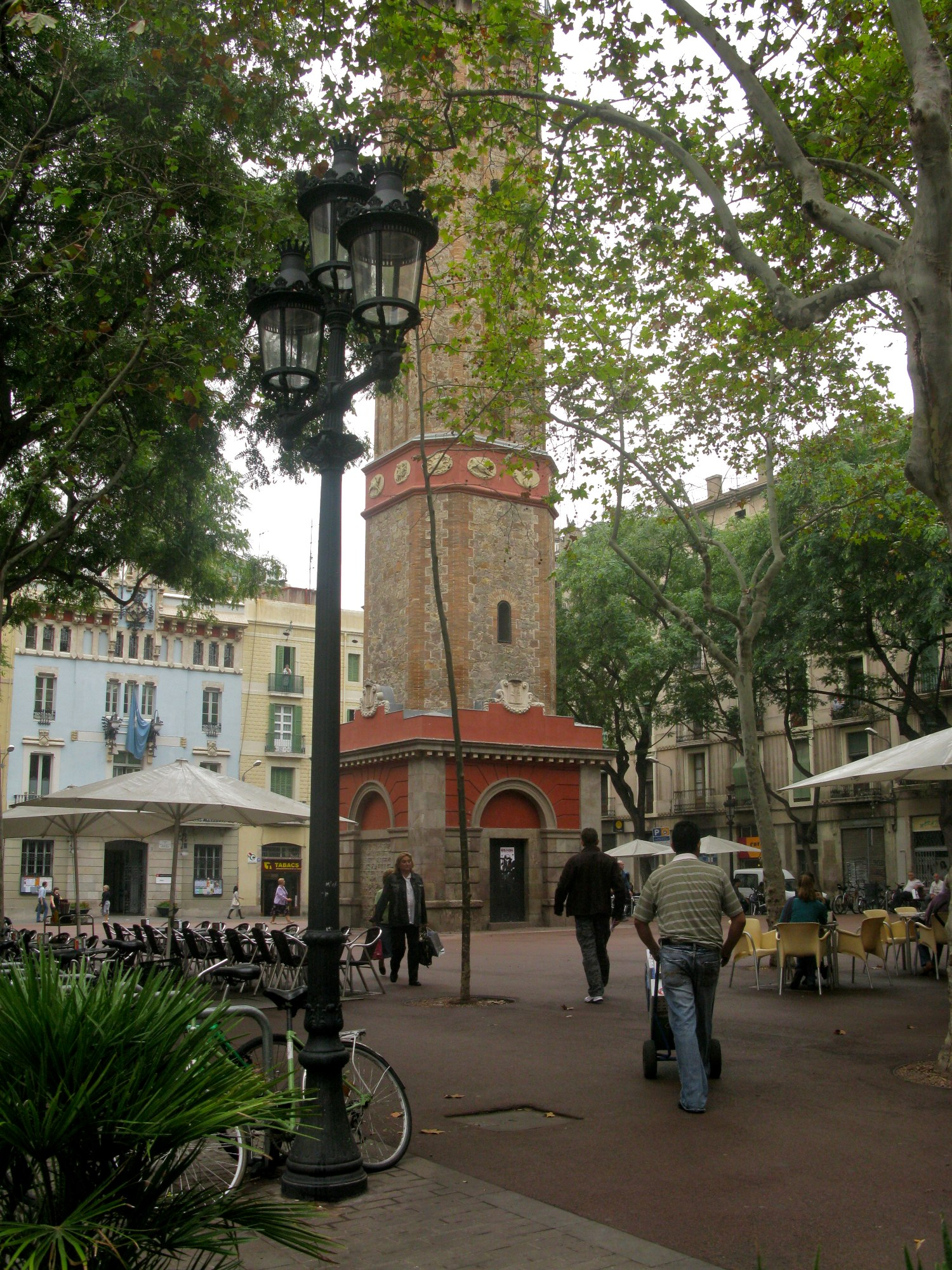
Campanario de Gracia, en el centro de la plaza

La plaza de la Villa de Gràcia es una plaza del barrio de Gràcia de Barcelona (España) y el centro administrativo del distrito de Gracia. Se encuentra enmarcada por las calles Matilde, Mariana Pinar, Penedès, Diluvio, Francisco Giner, Mozart, Goya y Sant Domènec. Constituye uno de los centros sociales más concurridos del barrio de Gracia. Recuperó su nombre popular en 2009 después de una consulta ciudadana, aunque también se la conoce popularmente como plaza del Campanario o plaza del Reloj. Es un espacio incluido en el Inventario del Patrimonio Arquitectónico de Cataluña.

## Descripción
Es una plaza rectangular de 2965 m² delimitada al oeste por las calles Santo Domènec y Matilde; al norte por Penedès y Mariana Pinar; al este por Diluvio y Francisco Giner y al sur por Goya y Mozart. La circulación de automóviles se limita solo a los carriles verticales. Al vertiente sudeste hay un edificio de estilo ecléctico, de mediados del XIX que funciona como sede del Ayuntamiento de Gracia y del Distrito. La fachada actual es fruto de la intervención llevada a cabo por Francesc Berenguer y Maestras donde destacan el escudo de Gracia en hierro forjado, las dos farolas sobre el balcón principal y los elementos del arte de las rejas de ventanas y balcones. El resto de casas del entorno son de viviendas construidas entre el 1870 y principios del XX .
En el centro de la plaza se eleva la torre proyectada por Antoni Rovira durante la década de 1860, con un campanario y un reloj, denominada Campanario de Gracia. Se trata de una torre octogonal con un reloj de esferas de cuatro lados y una fuente doble a la banda sudeste del pie. En lo alto está la mítica "Campana de Gracia", bautizada cómo "la Marieta".

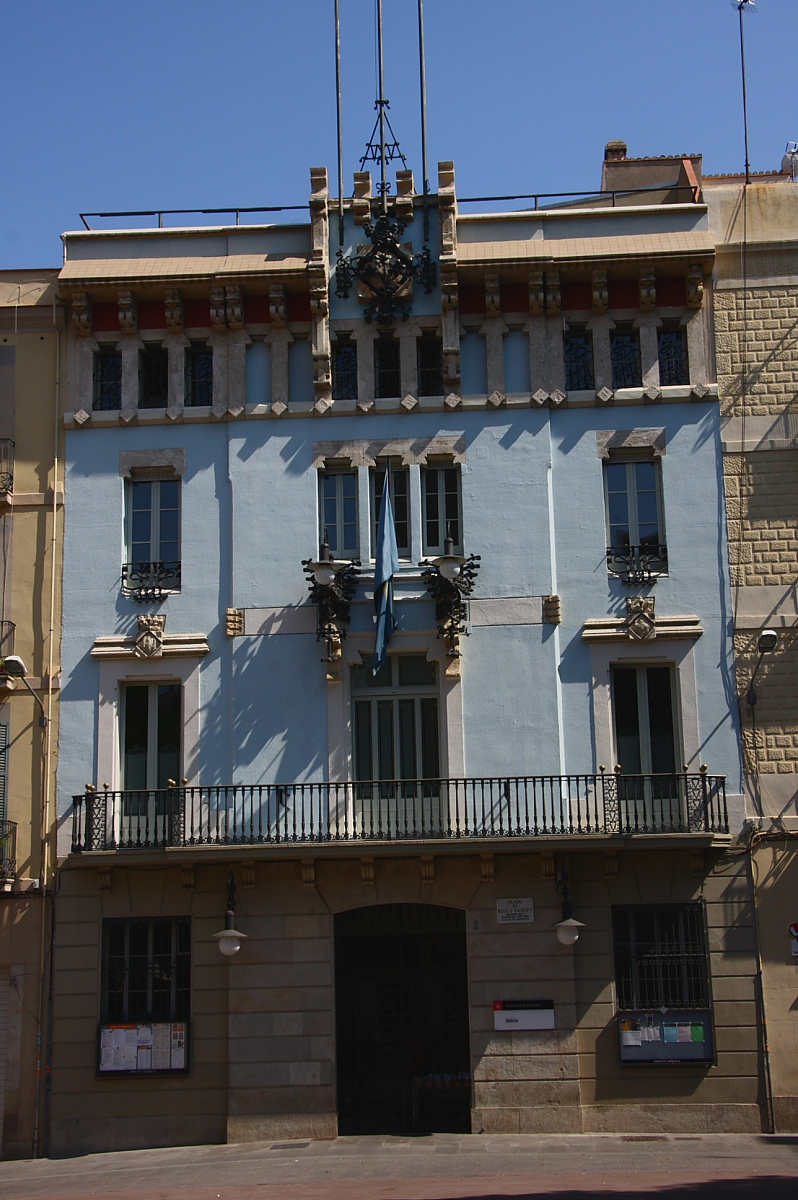
Casa de la Villa, 2008